# Martin Hromec
Martin Hromec (* 9. ledna 1976) je bývalý lavoruký slovenský profesionální tenista. Nejvýše postavený na žebříčku ATP ve dvouhře byl na 218. místě (21. říjen 1996). Za svou kariéru vydělal 68 673 USD. Za Slovensko nastoupil několikrát v Davis Cupu, v roce 1998 hrál čtyřhru spolu s Jánem Krošlákem.